# النظرات الأخيرة
النظرات الأخيرة (بالإنجليزية: Last Looks)‏ هو فيلم غامض أمريكي بريطاني لعام 2022، من إخراج تيم كيركباي، ومن سيناريو هوارد مايكل جولد استنادًا إلى روايته التي تحمل الاسم نفسه. تم إصداره في 4 فبراير 2022.

## روابط خارجية
- النظرات الأخيرة على موقع IMDb (الإنجليزية)
- النظرات الأخيرة على موقع ميتاكريتيك (الإنجليزية)
- النظرات الأخيرة على موقع روتن توميتوز (الإنجليزية)
- النظرات الأخيرة على موقع ألو سيني (الفرنسية)
- النظرات الأخيرة على موقع قاعدة بيانات الفيلم (الإنجليزية)
- النظرات الأخيرة على موقع ليتربوكسد (الإنجليزية)
- النظرات الأخيرة على موقع كينوبويسك (الروسية)